# بنيامين بورن
بنيامين بورن (بالإنجليزية: Benjamin Bourne) (و. 1755 – 1808 م) هو سياسي، ومحام، وقاض من الولايات المتحدة الأمريكية ولد في بريستول.

## التعليم
تعلم في جامعة هارفارد.